# Sandra Reemer
Sandra Reemer (Bandung, Indonézia, 1950. október 17. – Amszterdam, 2017. június 6.) indonéz származású holland énekesnő.
Hollandia színeiben ő és Corry Brokken szerepelt a legtöbbször, szám szerint három különböző alkalommal az Eurovíziós Dalfesztiválon.
Az 1972-es Eurovíziós Dalfesztiválon Dries Holtennel duettet alkotva vett részt, mint Sandra & Andres, és Als het om de liefde gaat című dalukkal a negyedik helyen végeztek.
Az 1976-os versenyen Sandra Reemerként indult, és a házigazda Hollandiát képviselve kilencedik helyen végzett a The Party's Over dallal. Érdekesség, hogy ugyanebben az évben a már említett Corry Brokken is színpadra állt, mint az est házigazdája.
1979-ben a jeruzsálemi versenyen zenekari felállásban, Xandra néven vett részt a versenyen a Colorado című dallal, mellyel a 12. helyen végzett.
1983-ban negyedszer is a dalfesztivál színpadára állt, ekkor Bernadette Sing Me a Song című dalának előadását segítette háttérénekesként. Hollandia ekkor a hetedik helyen zárt.

## Diszkográfia
Sandra & Andres
- Storybook Children (1968)
- Happy Together (1969)
- Let us sing together (1971)
- Als Het Om De Liefde Gaat (1972)
- True Love (1973)
- 5 Jaar Top 10 (1973)
- Yum Yum (1974)
- The Best Of (1974)

Szólólemezek
- The best of my love (1987)
- Unforgettable (1989)
- She's the one (1990)